# Романівка (Вишгородський район)
Романівка (до 2016 р. — Орджонікідзе) — село в Україні, у Поліській селищній територіальній громаді Вишгородського району Київської області. До 1977 року належало до колишнього Іванківського району, і до 2020 року належало до колишнього Поліського району.
Населення становить 182 осіб.

## Історія
Село ймовірно було назване на честь 300-річчя династії Романових.[джерело?]
З 1920-х і до 1932 року мало назву Раківка (Раківське). У 1932 році було перейменоване на Орджонікідзе.
Село було внесено до переліку населених пунктів, які потрібно перейменувати згідно із законом «Про засудження комуністичного та націонал-соціалістичного (нацистського) тоталітарних режимів в Україні та заборону пропаганди їхньої символіки».
4 лютого 2016 року селу було повернуто історичну назву Романівка.
19 липня 2020 року, в результаті адміністративно-територіальної реформи та ліквідації Поліського району, село увійшло до складу новоутвореного Вишгородського району. 
З лютого по квітень 2022 року село було окуповане російськими військами.